# Dan Soutar
Daniel Gordon Soutar (Carmyllie, 1882 - 1937)  was een golfer uit Schotland, die naar Australië emigreerde. Hij stond aan de wieg van Australisch golf.
Dan groeide op in een gezin van 11 kinderen, van wie hij nummer 2 was. Toen hij vijf jaar was, verhuisde het gezin naar Carnoustie. Toen hij 12 jaar was, ging hij van school af om caddie te worden en bij te dragen aan het kleine inkomen van het gezin. Een van zijn vriendjes was Carnegie ‘Neg’ Clark, die iets ouder was en in 1902 professional werd. Clark kreeg een baan in een golfwinkel in Sydney. Na enige maanden vroeg hij Dan Soutar, die inmiddels meubelmaker was geworden, om ook naar Australië te komen.

## Amateur
In 1903 won Soutar het Australisch Amateur op de Adelaide Golf Club in Glenelg.  Nadat hij het wederom gewonnen had, mocht hij in het Australisch Open meedoen, waar hij op de 3de plaats eindigde.
In 1905 liep Clarks contract met de winkel af. Hij kreeg een baan aangeboden bij de Royal Sydney Golf Club. Soutar werd daar zijn partner, waardoor hij zijn amateurstatus verloor.

### Gewonnen
Australian Open Championship
- 1903: Australisch Amateur, New South Wales Amateur
- 1904: New South Wales Amateur

## Professional
Soutar werd in 1905 professional en won dat jaar al de eerste editie van het PGA Kampioenschap en de tweede editie van het Australisch Open. Hij begon ook golfbanen te ontwerpen zoals de Kingston Heath Golf Club (1925), de Elanora Country Club (1928) en de Marrickville Golf Club, waar hij vanaf 1907 werkte. In 1910 stapte hij over naar de  Blue Mountains - Leura Golf Club en een jaar later vertrok hij naar de Manly Golf Club. Van 1921-1932 gaf hij de pro op de Moore Park Golf Club, die door Neg Clark was ontworpen. De laatste jaren werkte hij in een winkel, totdat hij onverwacht in 1937 na een blindedarmontstekening aan buikvliesontsteking overleed. 

Soutar was mede-oprichter van de Australische PGA en was hun voorzitter van 1911-1919 en van 1928-1930.

### Gewonnen
- 19??: New South Wales PGA Championship
- 1905: PGA Kampioenschap (Australië), Australisch Open
- 1906: PGA Kampioenschap (Australië)
- 1907: PGA Kampioenschap (Australië)
- 1910: PGA Kampioenschap (Australië)

Soutar was getrouwd en had drie kinderen. Zijn echtgenote was mede-oprichtster van de Balgowlah Golf Club en hun eerste voorzitter.